# Liste des routes régionales de la Géorgie
Cet article dresse la liste des routes régionales en Géorgie .

## Routes régionales
Les « routes d'importance nationale » constituent la deuxième catégorie de routes principales de Géorgie avec une longueur totale de 5 460 km et relient des centres économiques, administratifs et culturels vitaux. Ils sont désignés par le préfixe შ (géorgien pour Ch), qui signifie "შიდასახელმწიფოებრივი მნიშვნელობის გზა" (Shidasakhelmts'ipoebrivi mnishvnelobis gza, route d'importance nationale). 
L'utilisation des numéros de route sur les panneaux de direction est incohérente et varie considérablement, y compris sur les routes principales Ch. La grande majorité des itinéraires sont relativement courts, mais certains mesurent jusqu'à près de 200 km de long avec une fonction interrégionale.

## Liste

### CH1 à CH50
| N° | Parcours                                                         | Longueur |
| -- | ---------------------------------------------------------------- | -------- |
|    | Batumi (Angisa) - Akhaltsikhe                                    | 159 km   |
|    | Sajavakho - Tchokhataouri - Ozurgeti - Kobuleti                  | 73.4 km  |
|    | Abasha - Gaghma Kodori (ka) - Guleiskari (ka) - Djapana          | 33 km    |
|    | Abasha – Martvili                                                | 34.5 km  |
|    | Senaki – Nokalakevi – Bandza – Khoni                             | 36.9 km  |
|    | Zougdidi – Tsalendjikha – Tchkhorotskou – Senaki                 | 86 km    |
|    | Zougdidi – Jvari – Mestia – Lasdili                              | 193 km   |
|    | Zougdidi – Anaklia                                               | 34 km    |
|    | Ochamchire – Tkvartchéli                                         | 27.2 km  |
|    | Machara – Samkhret Tavshesapari                                  | 101 km   |
|    | Bzipi – Lac Ritsa – Avadhara                                     | 60 km    |
|    | Koutaïssi (Usine) – Khoni – Samtredia                            | 40 km    |
|    | Baghdati – Vani – Dapnari                                        | 47.8 km  |
|    | Koutaïssi (Saghoria) – Baghdati – Abastumani - Benara            | 102.2 km |
|    | Koutaïssi (Tsqaltubo) – Tsqaltubo - Tsageri - Lentekhi - Lasdili | 151 km   |
|    | Koutaïssi (Choma) – Alpana - Lac Ritsa (Frontière Russie)        | 161 km   |
|    | Koutaïssi (Motsameta) – Tkibuli - Ambrolauri                     | 73.5 km  |
|    | Alpana – Tsageri                                                 | 22.8 km  |
|    | Cholaburi Bridge – Terdjola - Tkibuli                            | 29 km    |
|    | Borjomi - Bakuriani - Akhalkalaki                                | 82 km    |
|    | Akhalkalaki Bypass road                                          | 2.4 km   |
|    | Gomi – Sachkhere - Chiatura - Zestaponi                          | 106 km   |
|    | Agara – Kornisi - Tskhinvali                                     | 49.6 km  |
|    | Gori – Variani - Tskhinvali                                      | 25.7 km  |
|    | Gupta – Oni                                                      | 64.2 km  |
|    | Zhinvali - Barisakho - Chatili                                   | 106 km   |
|    | Tianeti - Zaridzeebi - Zhinvali                                  | 21.5 km  |
|    | Tsikhisdsiri - Akhalgori - Largvisi                              | 45 km    |
|    | Zahesi - Mtskheta - Kavtiskhevi - Gori - Skra - Kareli - Osiauri | 109.5 km |
|    | Tbilisi (Gldani) – Tianeti                                       | 60 km    |
|    | Koda - Partskhisi - Manglisi - Tsalka - Ninotsminda              | 147 km   |
|    | Tbilisi (Veli) - Gachiani - Roustavi                             | 11 km    |
|    | Marneuli - Tetritskaro - Tsalka                                  | 88.7 km  |
|    | Partskhisi - Tetritskaro                                         | 6.5 km   |
|    | Tetritskaro - Dagheti - Topani - Bolnisi                         | 19 km    |
|    | Tbilisi (Pantiani) – Manglisi                                    | 32 km    |
|    | Sadakhlo - Tsopi - Akhkerpi (Frontière Arménie)                  | 26.2 km  |
|    | Vaziani - Gombori - Telavi                                       | 65 km    |
|    | Tsnori - Dedoplistsqaro – Kvemo Kedi                             | 73 km    |
|    | Chalaubani – Sighnaghi - Anaga                                   | 21.8 km  |
|    | Iliatsminda - Bodbe - Gamarjveba                                 | 21.4 km  |
|    | Akhmeta – Telavi - Bakurtsikhe                                   | 73 km    |
|    | Tianeti – Akhmeta - Kvareli - Ninigori                           | 129.4 km |
|    | Pshaveli - Abano - Omalo                                         | 72 km    |
|    | Ozurgeti - Shemokmedi - Bzhuzhhesi - Gomismta                    | 32.6 km  |
|    | Ozurgeti - Natanebi - Ureki                                      | 22 km    |
|    | Choukhouti - Atsana - Mamati - Dzimiti                           | 17.5 km  |
|    | Chaladidi - Khorga - Khobi                                       | 15.4 km  |
|    | Bzipi – Pitsunda                                                 | 12.4 km  |
|    | Mysra road                                                       | 13.5 km  |

### CH50 à CH100
| N° | Parcours                                                     | Longueur (km) |
| -- | ------------------------------------------------------------ | ------------- |
|    | Vartsikhe - Rokhi                                            | 7.2 km        |
|    | Tsqaltubo - Khoni                                            | 15 km         |
|    | Khoni - Matkhoji - Martvili                                  | 15 km         |
|    | Zestaponi - Baghdati                                         | 18.5 km       |
|    | Dzirula - Kharagauli - Moliti - Phona - Chumateleti          | 51 km         |
|    | Tunnel de Rikoti                                             | 4.3 km        |
|    | Abastoumani - Kanobili                                       | 5 km          |
|    | Khertvisi - Vardzia - Mtkvari (Frontière Turquie)            | 22.6 km       |
|    | Kareli                                                       | 3.3 km        |
|    | Sveneti - Gori                                               | 2.1 km        |
|    | Kaspi - Kavtiskhevi                                          | 10.8 km       |
|    | Igoéti - Akhmaji                                             | 12 km         |
|    | Igoéti - Kaspi - Akhalkalaki                                 | 20.5 km       |
|    | Narekvavi - Gate de Mtskhéta                                 | 6.2 km        |
|    | Bagischala - Dusheti - Aragvispiri                           | 19.3 km       |
|    | Roustavi - Gardabani - Vakhtangisi ( Frontière Azerbaïdjan)  | 24.5 km       |
|    | Gamarjveba - Roustavi                                        | 7.1 km        |
|    | Didi Dmanisi - Dmanisi - Gomareti - Bediani                  | 70.2 km       |
|    | Kvareli - Mukuzani                                           | 17 km         |
|    | Telavi - Shakriani                                           | 11.4 km       |
|    | Bakouriani                                                   | 3 km          |
|    | Tirdznisi - Ditsi - Eredvi - Kheiti                          | 18.8 km       |
|    | Port de Poti                                                 | 4.8 km        |
|    | Monastère de Motsameta                                       | 1.5 km        |
|    | Station de ski de Bakouriani                                 | 2.6 km        |
|    | Col de Goderdzi - Beshumi                                    | 10 km         |
|    | Salkhino - Palais de Dadiani                                 | 6.7 km        |
|    | Station de ski d’Hatsvali                                    | 6 km          |
|    | Grotte de Prométhée                                          | 2.2 km        |
|    | Natanebi - Pont sur la Choloki                               | 8.1 km        |
|    | Tchokhataouri - Bakhmaro                                     | 53 km         |
|    | Ozurgeti - Ninoshvili - Lesa                                 | 24.8 km       |
|    | Tchokhataouri - Zomleti                                      | 15 km         |
|    | Zougdidi - Jikhashkari - Tchkhorotskou                       | 26 km         |
|    | Martvili - Taleri - Tchkhorotskou                            | 41 km         |
|    | Nokalakevi - Ledzadzame - Didi Chkoni                        | 23.5 km       |
|    | Khobi - Sajijao - Lesichine                                  | 29.2 km       |
|    | Zougdidi - Narazeni - Dzveli Khibula - Akhali khibula - Zubi | 23.8 km       |
|    | Tsalendjikha - Obuji - Jikhashkari                           | 14.2 km       |
|    | Darcheli - Ganmukhuri                                        | 12.6 km       |
|    | Taleri - Lebarde                                             | 34 km         |
|    | Martvili - Monastère de Martvili                             | 1.3 km        |
|    | Nosiri - Gejeti - Nokalakevi                                 | 16.5 km       |
|    | Tsalendjikha - Jvari - Jvarzeni                              | 13.5 km       |
|    | Tsalendjikha - Lia - Pakhulani                               | 10.5 km       |
|    | Tsalendjikha - Cathédrale de Tsalendjikha                    | 1 km          |
|    | Shua Khorga - Terminal pétrolier de Kulevi                   | 15.4 km       |
|    | Khobi - Akhalsopeli                                          | 10.8 km       |
|    | Becho - Shikhra                                              | 9.1 km        |
|    | Khaishi - Sakeni - Omarishara                                | 58 km         |

### CH101 à CH150
| N° | Nom                                                      | Longueur (km) |
| -- | -------------------------------------------------------- | ------------- |
|    | Zestaponi - Kitskhi - Kharagauli                         | 20.8 km       |
|    | Rufoti - Alisubani - Sazano - Tuzi - Kvatsikhe - Katskhi | 28.4 km       |
|    | Ianeti - Didi Djikhaishi - Khoni                         | 17.1 km       |
|    | Koutaïssi - Geguti - Sakulia - Bashi - Ianeti            | 34 km         |
|    | Vani - Sulori                                            | 11.5 km       |
|    | Shuamta - Chkvishi                                       | 4.6 km        |
|    | Vani - Gaghma Vani                                       | 2 km          |
|    | Koutaïssi - Sapishkhia - Chognari                        | 4.7 km        |
|    | Tkibuli - Sochkheti - Orpiri                             | 24.2 km       |
|    | Monastère de Ghélati                                     | 2.6 km        |
|    | Banoja - Sataplia                                        | 6.1 km        |
|    | Tskaltubo - Partskhanakanevi                             | 11.3 km       |
|    | Musée Giorgi Tsereteli                                   | 1.1 km        |
|    | Chiatura - Perevisa - Sveri - Tvalueti - Gezruli         | 32 km         |
|    | Shukruti - Usakhelo - Korbouli                           | 19.2 km       |
|    | Matkhoji – Khidi - Gordi - Kinchkha                      | 18.6 km       |
|    | Satsulukidzeo - Akhalbediseuli - Dzedzileti - Gelaveri   | 20 km         |
|    | Gordi - Nogha - Dzedzileti                               | 5.6 km        |
|    | Chrebalo - Nikortsminda                                  | 25.1 km       |
|    | Tsesi - Uravi                                            | 14.3 km       |
|    | Saglolo – Chiora – Ghebi                                 | 11 km         |
|    | Lentekhi – Bavari                                        | 24 km         |
|    | Tsana – Zeskho                                           | 7 km          |
|    | Adigeni – Ude – Arali                                    | 16 km         |
|    | Akhaltsikhe – Ghreli – Monastère de Sapara               | 9 km          |
|    | Akhalkalaki - Kirovakani - Kumurdo                       | 10.1 km       |
|    | Borjomi - Lac Baghi - Tsemi                              | 12.3 km       |
|    | Tsaghveri - Kimotesubani                                 | 4 km          |
|    | Akhalkalaki – Rkoni                                      | 21.9 km       |
|    | Shekvetili Kobuleti - Tchakvi – Makhinjauri              | 32.6 km       |
|    | Tsinarekhi - Kvatakhevi                                  | 9.6 km        |
|    | Metekhi - Kvemo Gomi                                     | 9.1 km        |
|    | Igoéti - Samtavissi - Kvemo Chala                        | 4.2 km        |
|    | Kareli – Kintsvisi                                       | 8.9 km        |
|    | Ruisi                                                    | 1 km          |
|    | Ourbnissi                                                | 1.1 km        |
|    | Khidistavi – Ateni - Boshuri                             | 28.4 km       |
|    | Gori – Mejvrishevi                                       | 17 km         |
|    | Uplistsikhe                                              | 6.7 km        |
|    | Tskhinvali – Vanati - Zonkari - Atsrishevi               | 28 km         |
|    | Vanati - Geri                                            | 12 km         |
|    | Sasadilo - Orkhevi - Khevsurtsopeli                      | 27 km         |
|    | Dusheti - Mchadijvari - Odzisi                           | 17.9 km       |
|    | Monastère de Zarzma                                      | 0.8 km        |
|    | Chargali                                                 | 3.1 km        |
|    | Stepantsminda – Église de la Trinité de Guerguéti        | 5.7 km        |
|    | Achkhoti - Sno – Akhaltsikhe - Juta                      | 20 km         |
|    | Orkhevi – Sioni                                          | 3.7 km        |
|    | Tsitsamaouri – Saguramo - Tskhvarichamia                 | 20.8 km       |
|    | Mtskheta – Shiomghvime                                   | 11.4 km       |

### CH151 à CH200
| N° | Parcours                                                             | Longueur (km) |
| -- | -------------------------------------------------------------------- | ------------- |
|    | Natakhtari - Tsilkani - Moukhran                                     | 16.1 km       |
|    | Zahesi – Monastère de Djvari                                         | 6.7 km        |
|    | Nichbisi - Digdori - Didi Toneti                                     | 28 km         |
|    | Bolnisi – Monastère de Sioni - Tsoughroughachéni                     | 11.7 km       |
|    | Kveshi - Dzedzvnariani - Tandzia                                     | 8 km          |
|    | Tamarisi - Palais de Darejani                                        | 1.1 km        |
|    | Roustavi - Jandari                                                   | 11.7 km       |
|    | Lemshveniera - Monastère de David Garedja                            | 13.5 km       |
|    | Betania                                                              | 7 km          |
|    | Vaziani - Martkopi - Norio - Monastère de Martkopi                   | 26.4 km       |
|    | Shulaveri – Pont rouge                                               | 23 km         |
|    | Shulaveri - Shaumiani - Sioni - Tserakvi                             | 23.8 km       |
|    | Marneuli – Algeti (Məscidli Görarxı) - Azizkendi                     | 18.5 km       |
|    | Tsereteli - Norgiughi - Mughanlo - Kesalo                            | 25 km         |
|    | Amlevi - Orbeti                                                      | 9.2 km        |
|    | Tetritskaro - Ksovreti – Gudarekhi                                   | 14.5 km       |
|    | Samshvildi                                                           | 1 km          |
|    | Samshvildi - Pirghebuli                                              | 7 km          |
|    | Imera - Bareti - Tejisi - Chivtkilisa - Khachkoi - Gumbati - Avranlo | 32 km         |
|    | Gurjaani – Chabukiani - Apeni - Kabali                               | 29.6 km       |
|    | Gumbati - Khirsa - Samtatskaro - Sabatlo                             | 66.8 km       |
|    | Sagarejo – Udabno - Monastère de David Garedja                       | 48.2 km       |
|    | Archiloskalo - Samtatskaro (Frontière Azerbaijan)                    | 6 km          |
|    | Khornabuji - Erisimedi                                               | 21.6 km       |
|    | Signagi - Tsnori                                                     | 7.6 km        |
|    | Signagi - Monastère Sainte-Nino                                      | 1.2 km        |
|    | Monastère Sainte-Nino                                                | 3.1 km        |
|    | Monastère de Shuamta                                                 | 2.3 km        |
|    | Académie d'Ikalto                                                    | 1.8 km        |
|    | Église du Père Davity                                                | 3 km          |
|    | Zinobiani – Chikaani - Gavazi                                        | 12.7 km       |
|    | Kvareli - Lac Kvareli                                                | 8 km          |
|    | Akhmeta – Réserve naturelle de Bàtsari                               | 23 km         |
|    | Zemo Khodasheni – Monastère d'Alaverdi – Kvemo Alvani                | 11.7 km       |
|    | Chuburkhindji - Nabakevi - Otobaia - Gagida                          | 26 km         |
|    | Mokvi - Chlou - Otapi                                                | 20.8 km       |
|    | Soukhoumi – Besleti                                                  | 3.5 km        |
|    | Soukhoumi - Gumista                                                  | 3.4 km        |
|    | Aéroport de Soukhoumi-Dranda                                         | 4.6 km        |
|    | Abgharkhuki - Achandara - Durifshi - Lykhny                          | 35.8 km       |
|    | Grotte de Nouvel Athos                                               | 0.8 km        |
|    | Gagra – Kolkhida                                                     | 8.3 km        |
|    | Leselidze - Gantiadi                                                 | 9.2 km        |
|    | Leselidze – Mikelrypsh                                               | 17.2 km       |
|    | Natlismtsemeli Monastery                                             | 5 km          |
|    | Nikozi - Avnevi                                                      | 8.5 km        |
|    | Monastère de Nekresi                                                 | 4.4 km        |
|    | Gori - Variani - Sakasheti - Breti - Kareli                          | 25 km         |
|    | Kubriantkari - Akhaltsikhe - Kenchaklde - Kheoba                     | 15 km         |
|    | Kvareli                                                              | 1.5 km        |

### CH201 à CH209
| N° | Parcours                                     | Longueur (km) |
| -- | -------------------------------------------- | ------------- |
|    | Orpiri - Grotte de Tsutskhvati               | 10.5 km       |
|    | Tunnel de Gori                               | 6.1 km        |
|    | Kareli - Agara - Khachouri - Surami          | 33.6 km       |
|    | Nakhshirghele - Koutaïssi - Samtredia        | 46.3 km       |
|    | Tunnel de Devdoraki                          | 1.9 km        |
|    | Gori - Tunnel de Gori                        | 3.1 km        |
|    | Bakurtsikhe - Gurjaani - Chumlaki (Gurjaani) | 15.1 km       |
|    | Japana - Lanchkhuti                          | 13.6 km       |
|    | Satchkhere - Uzunta - Skhmeri - Zudali       | 46.9 km       |